# Zdeněk Sova
Zdeněk Sova (ur. 5 października 1924 w Třebíč, zm. 1998) – czeski uczony, profesor nauk weterynaryjnych.

## Życiorys
Studia weterynaryjne ukończył w 1950 w Brnie. Pracował do 1955 jako wojskowy lekarz weterynarii, przez kolejne pięć lat związany był z Instytutem Weterynarii w Pradze. W 1960 przeszedł do utworzonej w tym czasie Wyższej Szkoły Rolniczej w Pradze. Był na tej uczelni organizatorem i wieloletnim kierownikiem Katedry Fizjologii Zwierząt Domowych; w 1976 objął kierownictwo Katedry Biologicznych Podstaw Produkcji Zwierzęcej. Wielokrotnie organizował konferencje naukowe z fizjologii ptaków użytkowych. W latach 1965–1970 pełnił na wydziale funkcję prodziekana, w latach 1976–1985 był prorektorem uczelni.
W pracy naukowej zajmował się przede wszystkim fizjologią zwierząt. W różnych okresach jego badania koncentrowały się wokół takich zagadnień, jak schorzenia wątroby u koni, fizjologia i patologia wątroby u drobiu, żywienie zwierząt i wpływ substytutów na zachowanie się enzymów i skład krwi. Określił m.in. mechanizm powstawania bilirubinemii u koni. Ogłosił (jako autor i współautor) ponad pół tysiąca prac naukowych w języku czeskim i językach obcych, w tym artykuły w prestiżowych czasopismach naukowych ("Zentralblatt für Veterinärmedizin", "Schweizer Archiv für Tierheilkunde", "Comparative Biochemistry and Physiology"), podręczniki, skrypty, referaty.
Sova zainicjował współpracę praskiej Wyższej Szkoły Rolniczej z Akademią Rolniczą w Krakowie. W uznaniu zasług dla krakowskiej uczelni, a także dorobku naukowego, 5 września 1985 otrzymał doktorat honoris causa Akademii Rolniczej. Powołany został w skład Komitetu Produkcji Zwierzęcej Czechosłowackiej Akademii Nauk oraz wielu akademii i towarzystw naukowych.